# Corrente stellare Fimbulthul

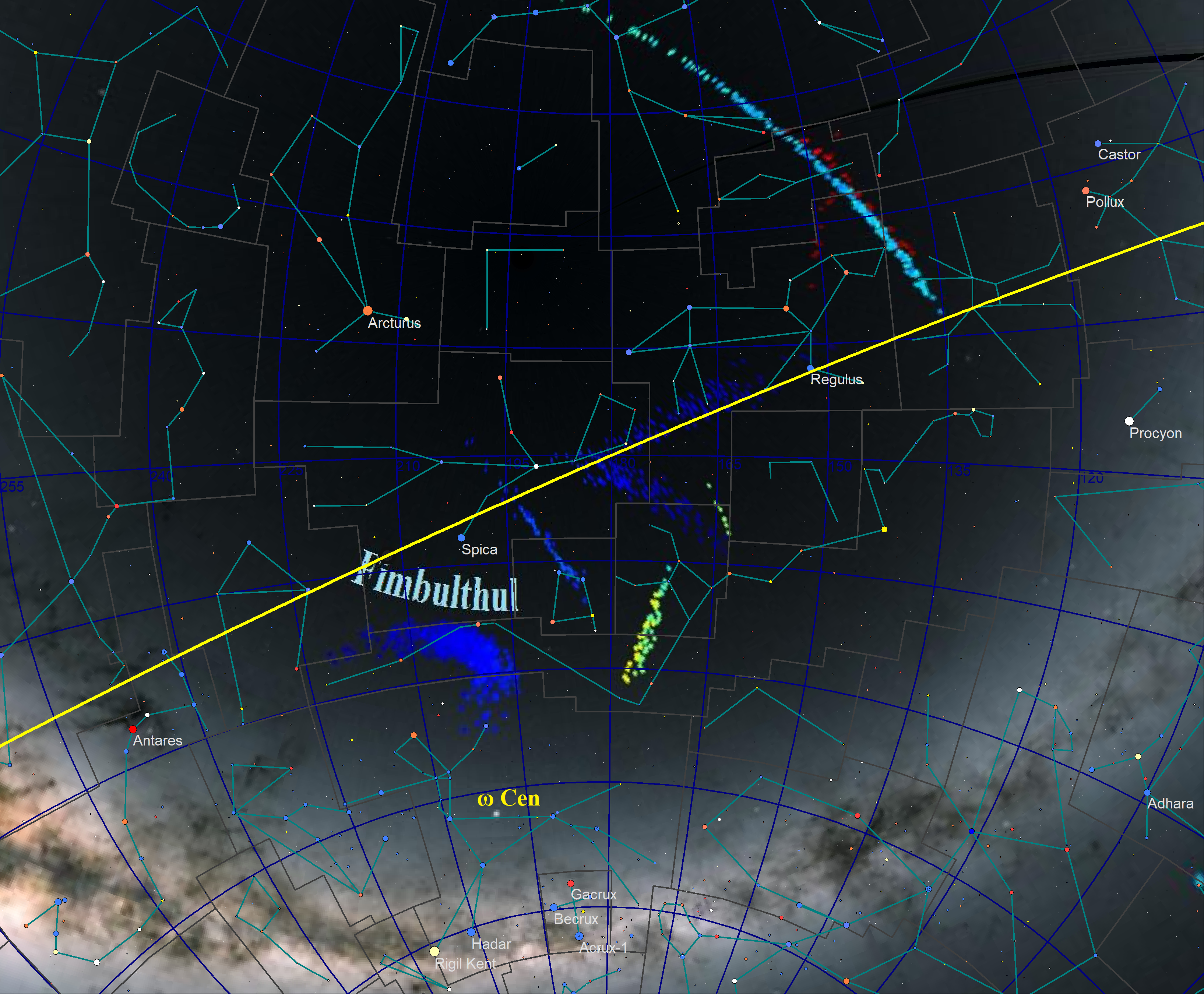
Fimbulthul è mostrato in blu. Subito sotto si trova l'ammasso ω Cen.

Fimbulthul è una corrente stellare formatasi dalla disgregazione mareale di Omega Centauri, il più grande ammasso globulare della nostra galassia, la Via Lattea.
La corrente stellare contiene 309 stelle note che si estendono per 18° nelle costellazioni dell'Idra e del Centauro, e hanno la stessa età dell'ammasso globulare. Si pensa che Omega Centauri sia il nucleo di una galassia nana ormai fusa con la Via Lattea.
Fimbulthul è stato scoperto nel database stellare Gaia DR2 che ha determinato la direzione, le distanze e il movimento di oltre un miliardo di stelle.
Il nome Fimbulthul deriva da quello di un fiume della mitologia norrena.